# Teorema S m n
In teoria della ricorsione, il teorema {\displaystyle S_{n}^{m}} è un risultato di base sugli algoritmi, astrattamente chiamati numerazione di Gödel, fornito originariamente da Stephen Cole Kleene.
Informalmente, il teorema dice che, dato un programma che prenda in entrata m+n variabili, esiste un algoritmo ricorsivo che fornisce in uscita un programma di n variabili che fornisce gli stessi risultati del primo e che codifica le altre m variabili.

## Descrizione
Sia una funzione di m+n variabili il cui numero di Gödel sia z
{\displaystyle \varphi _{z}(x_{1},...,x_{n},y_{1},...,y_{m})}
Si dividono le variabili della funzione in due blocchi dove il primo rimane variabile e il secondo costante.
Esiste una funzione ricorsiva primitiva {\displaystyle S_{n}^{m}} di m+1 variabili (detto altrimenti: "Esiste una procedura generale che prende in ingresso z e {\displaystyle y_{1},...,y_{m}}") e fornisce il numero di Gödel {\displaystyle g_{n}} di una procedura delle restanti variabili che dia lo stesso risultato.
{\displaystyle \varphi _{z}(x_{1},...,x_{n},y_{1},...,y_{m})\simeq \varphi _{S_{n}^{m}(z,y_{1},...,y_{m})}(x_{1},...,x_{n})}
dove {\displaystyle \varphi } è una funzione parziale.

### Conseguenza
Se un sistema di funzioni soddisfa il Teorema Smn allora tale sistema è Turing completo.

## Esempio
Il seguente codice Lisp implementa teorema {\displaystyle S_{1}^{1}}.
```
(
defun
 
s11
 
(
f
 
x
)

   
(
list
 
'lambda
 
'
(
y
)
 
(
list
 
f
 
x
 
'y
)))

```

Ad esempio, (s11 '(lambda (x y) (+ x y)) 3) valuta a (lambda (y) ((lambda (x y) (+ x y))  3 y)).